# Francis Walsingham
Sir Francis Walsingham (Chislehurst, 1º marzo 1534 – Londra, 6 aprile 1590) è stato un politico e diplomatico inglese.

## Biografia
Francis Walsingham è noto per essere stato uno dei maggiori diplomatici dell'epoca di Elisabetta I Tudor: a lui si deve una linea politica pervicacemente antispagnola, con la quale dimostrò di essere uno fra i primi a comprendere il potenziale della flotta inglese come strumento di potenza militare mondiale. 
Inoltre è ritenuto uno dei primi organizzatori di servizi di spionaggio statali in epoca moderna. Durante tutto il periodo in cui Walsingham ricoprì la carica di primo segretario di Stato, l'Inghilterra era costantemente informata sulle operazioni militari spagnole e, mediante un informatore, sulle trame dell'ambasciatore spagnolo Bernardino de Mendoza, di cui ottenne l'espulsione. 
Grazie a lui, in quella circostanza, vennero anche scoperti e puniti il cosiddetto complotto di Throckmorton (1584), che aveva come obiettivo l'eliminazione fisica della regina Elisabetta I e il complotto Babington, che gli fornì l'argomento per il processo a Maria Stuarda, con l'accusa di alto tradimento. Walsigham anzi fu uno dei maggiori sostenitori della condanna a morte di Mary Stuart, regina di Scozia, la quale, durante la presentazione delle prove contro di lei al processo, dichiarò: "tutto questo è opera di Monsieur de Walsingham per la mia eliminazione": egli replicò che "Dio mi è testimone che da privato non ho fatto nulla di indegno per un uomo onesto, e come segretario di Stato nulla al di sotto del mio dovere".
Elevando l'accusa - a coloro che manifestavano fede cattolica - di violare le leggi promulgate da William Cecil, I barone Burghley, cercò inoltre di unificare con metodi polizieschi il regno d'Inghilterra con quello di Scozia. 
La sua visione politica si estendeva anche al di fuori dei confini territoriali inglesi e della contesa marinara con la Spagna: già ambasciatore inglese a Parigi agli inizi del settimo decennio del XVI secolo (era presente al massacro di San Bartolomeo), mantenne un interesse per la Francia anche da segretario di Stato, assoldando Christopher Marlowe durante la permanenza di questi Oltremanica nel successivo decennio. Nuove evidenze documentarie, peraltro, attestano che il suo interesse di politica estera non si fermava alle Alpi, ma contemplava l'invio di informatori anche in Italia: ciò da un lato in direzione veneto-morava per una politica antiasburgica, dall'altro in direzione toscana in chiave antipontificia.
Nonostante gli onori e le ricche concessioni ricevute dalla Regina, nel suo testamento lamentò l'esistenza di debiti ed il magro stato delle finanze familiari.

## Letteratura
Francis Walsingham compare come personaggio nell'ultimo capitolo della trilogia di Ken Follett La Colonna di Fuoco, romanzo del 2017. Compare come personaggio nel romanzo di Glenn Cooper Il sigillo del cielo, quarto episodio della serie di Cal Donovan.
È uno dei personaggi principali del film Elizabeth (1998), interpretato dall'attore Geoffrey Rush.